# Krupceanske, Markivka
Krupceanske (în ucraineană Крупчанське) este un sat în comuna Lisna Poleana din raionul Markivka, regiunea Luhansk, Ucraina.

## Demografie
Componența lingvistică a localității Krupceanske
     Ucraineană (92,57%)
     Rusă (7,43%)
Conform recensământului din 2001, majoritatea populației localității Krupceanske era vorbitoare de ucraineană (92,57%), existând în minoritate și vorbitori de rusă (7,43%).